# Ula bidens
Ula (Ula) bidens là một loài ruồi trong họ Pediciidae. Chúng phân bố ở vùng Indomalaya.